# Kościół św. Piotra i św. Pawła w Szefaram
Kościół św. Piotra i św. Pawła – kościół melchicki położony w mieście Szefaram na północy Izraela.

## Historia
Kościół pod wezwaniem św. Piotra i św. Pawła został wybudowany w drugiej połowie XIX wieku przez syna beduińskiego przywódcy Dhaher al-Omara, Otmana al-Omara. Jego ściany zaczęły bardzo szybko pękać i w 1904 roku musiano przeprowadzić prace polegające na ich wzmocnieniu. W latach 2010–2011 kościół przeszedł gruntowną renowację. Oczyszczono wówczas i wypolerowano jego białe kamienne mury, odmalowano kopułę, a we wnętrzu zainstalowano klimatyzację.

## Architektura
Kościół ma wysoką wieżę wzniesioną z białych kamieni. Na jej szczycie znajduje się krzyż. Budynek kościoła jest zwieńczony dużą purpurową kopułą, która przed 2010 rokiem była niebieska.

## Współczesność
Jest to kościół melchicki. Msze odbywają się w języku arabskim.